# Košarkaški klub Studentski Centar
Il Košarkaški klub Studentski Centar è una squadra di pallacanestro montenegrina avente sede nella capitale Podgorica. 
Fondato nel 1997, disputa dalla stagione 2021-2022 l'Lega Adriatica e il campionato nazionale montenegrino di massima divisione, la Prva A Liga. Gioca le partite interne nella struttura del Sportski centar Morača, la cui capacità è di 4 570 posti a sedere.

## Roster 2021-2022
Aggiornato al 25 agosto 2021.
|    | Naz.                            | Ruolo | Sportivo          | Anno | Alt. | Peso |  |
| -- | ------------------------------- | ----- | ----------------- | ---- | ---- | ---- |  |
| 3  | Stati Uniti (bandiera)          | G     | Fletcher Magee    | 1996 | 193  | 91   |  |
| 4  | Montenegro (bandiera)           | P     | Nikola Pavličević | 1988 | 192  | 80   |  |
| 7  | Montenegro (bandiera)           | AP    | Andrija Slavković | 1999 | 203  | 79   |  |
| 9  | Montenegro (bandiera)           | G     | Milić Starovlah   | 1998 | 196  | 89   |  |
| 10 | Montenegro (bandiera)           | AP    | Viktor Vujisić    | 2000 | 200  |      |  |
| 11 | Montenegro (bandiera)           | C     | Vasilije Baćović  | 1996 | 208  | 100  |  |
| 13 | Montenegro (bandiera)           | AG    | Tomislav Ivišić   | 2003 | 215  | 104  |  |
| 15 | Montenegro (bandiera)           | C     | Zvonimir Ivišić   | 2003 | 219  |      |  |
|    | Canada (bandiera)               | G     | Justin Edwards    | 1992 | 190  | 90   |  |
|    | Bosnia ed Erzegovina (bandiera) | C     | Kenan Kamenjaš    | 2000 | 207  | 103  |  |
|    | Croazia (bandiera)              | AP    | Boris Tišma       | 2002 | 205  | 93   |  |

## Palmarès

### Trofei nazionali
- Coppa del Montenegro: 1

2024

### Trofei internazionali
- ABA 2 Liga: 1

2020-2021
- Supercoppa ABA Liga: 1

2023